# Giuseppe Longhi (incisore)
Giuseppe Maria Longhi (Monza, 13 ottobre 1766 – Milano, 2 gennaio 1831) è stato un incisore italiano, esponente del Neoclassicismo.

## Biografia
Nato da Carlo Francesco Longhi, commerciante di seta e antiquario, e da Cecilia Caronni, è avviato agli studi in seminario, dapprima in quello bergamasco di Celana, poi in quelli di Monza e di Milano.

Tra i suoi insegnanti vi fu il futuro rettore della Biblioteca Ambrosiana Antonio Mussi che ne notò le capacità nel disegno e lo incoraggiò a svilupparle copiando i lavori dei grandi maestri. Accanto a Mussi ebbe un peso non irrilevante nella formazione artistica del giovane Longhi il lontano parente Fedele Caronni, un religioso monzese noto per la sua competenza nel campo antiquario.

Al termine dei suoi studi umanistici nel seminario milanese, nel 1786, Longhi decise di abbandonare la carriera ecclesiastica e di dedicarsi da autodidatta alla tecnica dell'incisione su rame.
Qualche anno più tardi, nel 1790, presso l'Accademia di Brera venne istituita la Scuola d'incisione sotto la direzione di Vincenzo Vangelisti. La scuola era dotata di borse di studio e il Longhi ne ottenne una; divenuto economicamente indipendente si trasferì a Milano presso Giuseppe Appiani, il principale restauratore di Brera. A Brera fu allievo di Giuliano Traballesi e legò una grande amicizia con Andrea Appiani, primo pittore di Napoleone in Italia. Memorabili a detta delle biografie principali sul Longhi, furono le passeggiate fra l'artista monzese e Andrea Appiani per le strade di Milano, conversando d'arte.

Giocondo Albertolli, professore di ornato all'Accademia, commissionò al giovane allievo un'incisione a bulino, sua prima opera, pubblicata poi nel 1792 e subito apprezzata per la naturalezza del tratteggio.
Sul finire dello stesso anno si recò a Roma per un viaggio di studio: frequentò Raffaello Morghen e compì anche studi di anatomia sotto la guida di un chirurgo dell'ospedale di S. Spirito.
Ritornato a Milano si dedicò anche a perfezionare e innovare la tecnica e gli strumenti per l'arte dell'incisione.
Raggiunse a quel punto una padronanza tecnica tale da riceverne comuni riconoscimenti.

Studiò assiduamente la maniera di Rembrandt dedicandosi in particolare all'uso, sulla stessa lastra, dell'acquaforte, del bulino e della puntasecca.
Si dedicò anche assiduamente al disegno e alla miniatura ritrattistica che gli procurò un buon successo economico.
Nel 1796 conobbe personalmente Napoleone Bonaparte di cui, l'anno seguente, su incarico del pittore francese Gros, eseguì un ritratto a ricordo della battaglia di Arcole. Per la fama di questo ritratto fu incaricato nel 1798 della cattedra di professore d'incisione a Milano, che da lui ricevette nuovo impulso.

Nel 1801 fece parte dei Comizi di Lione convocati da Bonaparte Primo Console. L'anno successivo si recò a Parigi in compagnia di Giuseppe Bossi e di Francesco Rosaspina: vi soggiornò due mesi allacciando contatti con i più noti artisti quali David, Gérard, Gros, l'incisore Wille e visitando i principali musei.
Quando Napoleone giunse a Milano per l'incoronazione a Re d'Italia, Longhi fu fra gli ospiti della cerimonia di incoronazione e fu incaricato d'incidere i primi sei pezzi dei Fasti che l'Appiani aveva nel frattempo dipinto nel Palazzo Reale. Nello stesso 1806 eseguì un piccolo ritratto di profilo di Napoleone, basato sul disegno dal vero durante il soggiorno a Lione, e che verrà inserito nel frontespizio dell'edizione del Codice Civile italiano dello stesso anno.
L'attività dell'artista raggiunse una notorietà tale da procurargli innumerevoli commissioni. 
Nonostante il carico di lavoro condusse anche lavori di propria ispirazione; nel 1813 giunse così a terminare il rame della Galatea a cui lavorava da diversi anni. Negli anni 1818-1819 si dedicò esclusivamente alla grande lastra di rame dello Sposalizio della Vergine , che pubblicherà nel 1820.

Il suo interesse si applicava alla resa incisoria di dipinti raffaelleschi e leonardeschi; in omaggio al suo maestro e amico Appiani ne traspose su lastra l'autoritratto che l'artista aveva dipinto ad olio qualche anno prima.
Dedicò i suoi ultimi anni all'ambizioso progetto di un lavoro su due lastre dedicato al Giudizio Universale di Michelangelo, lavoro del quale ci restano solo poche prove di stampa.
Ebbe numerosi allievi, molti dei quali si distinsero nell'arte dell'incisione (Benedetto Bordiga).
Lasciò numerosi scritti, il più importante dei quali è il trattato La calcografia ossia l'arte d'incidere in rame (1830) ed un manoscritto inedito ,relativo alla seconda parte (Milano, Biblioteca Ambrosiana).
L'artista morì il 2 gennaio 1831, colto da un attacco apoplettico.

I funerali si svolsero nella chiesa di San Fedele dove, in rappresentanza dell'Accademia di Brera, gli artisti Longhena e Fumagalli tennero l'elogio in sua memoria. Il corpo fu poi sepolto nel cimitero di San Gregorio fuori di Porta Venezia, oggi non più esistente.
Giuseppe Longhi, oltre ad essere un "calcografo", fu anche uno dei principali ritrattisti della Milano neoclassica e docente di artisti come Giuseppe Molteni.  Possedeva inoltre una delle maggiori raccolte d'arte presenti a Milano. Nelle sue mani passarono il San Francesco che riceve le stimmate del Bergognone (Museo Diocesano di Milano) il San Sebastiano di Raffaello (Bergamo, Accademia di Carrara) e tantissime altre opere disperse nei principali musei milanesi e del mondo, opere che composero la collezione Longhi, ricostruita in buona parte da Victor Rafael Veronesi nel 2012.

### Alcune opere
- Madonna col putto, da Parmigianino (1785)
- Studio di testa d'aquila, da Albertolli (1792, suo primo lavoro pubblicato)
- Il Genio della Musica, da Guido Reni (1794)
- Ritratto di Turco, da Rembrandt
- Ritratto di Etiope, da Rubens
- Napoleone alla battaglia di Arcole, da Gros
- Il trionfo di Scipione
- Madonna, da Carlo Dolci
- Deposizione, da Daniele Crespi
- Battaglia di Marengo. 14 giugno 1800, 4 tavole, da dipinti di A. Appiani[1]
- Filosofo in meditazione, da Rembrandt (1803)
- Napoleone Re d'Italia
- Ritratto di Napoleone I (1806)
- Decollazione di San Giovanni Battista, da Gerrit Dou
- Maddalena, da Correggio (1809)
- Borgomastro olandese, da Rembrandt (1811)
- I Fasti, da Andrea Appiani (1811 - 1817)
- Ritratto di E.Beauharnais, da Gérard (1813)
- Galatea , da Francesco Albani (1813)
- Pan e Siringa
- Ritratto di Rembrandt (1815)
- Ritratto di Giorgio Washington (1817)
- Lo Sposalizio della Vergine, da Raffaello (1820)
- Ritratto di Vincenzo Monti
- Ritratto di Carlo Porta (1821)
- Le delizie materne (Ritratto di Lady Burghersh), da Lawrence (1822)
- La Madonna del lago, da Marco d'Oggiono (1824)
- Ritratto di Andrea Appiani (1826)
- Vecchio cieco, da Rembrandt (1828)
- San Gerolamo
- La Madonna del velo, da Raffaello (sua ultima opera compiuta)

Le principali raccolte di sue stampe sono presso i Musei Civici di Monza e la Raccolta Bertarelli di Milano.

### Suoi allievi
- Pietro Anderloni
- Benedetto Bordiga
- Michele Bisi
- Filippo Caporali
- Paolo Caronni
- Giovita Garavaglia
- Samuele Jesi
- Ernesta Legnani Bisi
- Giuseppe Marri

### Mostre
- 2019 aprile-maggio, Giuseppe Longhi e Raffaello Morghen, L'incisione neoclassica di traduzione 1780-1840, Arengario di Monza